# Bug a Boo
Bug a Boo is een nummer van Amerikaanse meidengroep Destiny's Child uit 1999. Het is de tweede single van hun tweede studioalbum The Writing's on the Wall.
Met de term 'bug-a-boo' wordt een stalker bedoeld; dit kan zowel een man als een vrouw zijn. Het nummer bevat een interpolatie van "Child's Anthem" van Toto. "Bug a Boo" werd in diverse landen een hit. Het haalde een bescheiden 33e positie in de Amerikaanse Billboard Hot 100. In de Nederlandse Top 40 had het meer succes met een 4e positie, terwijl het in de Vlaamse Ultratop 50 de 24e positie pakte.